# Boroșneu Mare
Borosneu Mare là một xã thuộc hạt Covasna, România. Dân số thời điểm năm 2002 là 3109 người.